# Juan de la Cuesta (impresor)
Juan de la Cuesta (siglo XVI-1627) fue un impresor español, conocido hoy fundamentalmente por haber impreso el Quijote y otros trabajos de Cervantes, aunque también salieron de sus prensas muchas otras obras del Siglo de Oro.

## Primeros años
Las noticias más antiguas parecen ubicar a La Cuesta en Valladolid en el año 1567.
Según Daniel Eisenberg, se puede identificar al impresor Juan de la Cuesta con el docente homónimo, autor del Libro y Tratado para enseñar a leer y escrivir brevemente y con gran facilidad correcta pronunciación y verdadera ortografía todo Romance Castellano, y de la distinción y diferencia que hay en las letras consonantes de una a otras en su sonido y pronunciación, publicado en 1589 en la imprenta de Alcalá de Henares propiedad de Juan Gracián, donde fue posiblemente compuesto por el propio La Cuesta. Sin embargo, un estudio y edición de este texto por Laura J. Mulvey, tesina en Universidad Colegio de Dublín, no apoya la identificación de su autor con el impresor madrileño.
Entre 1588 y 1591 se trasladó especialmente a Segovia, donde imprimió las obras de Juan de Horozco y Covarrubias tituladas Tratado de la verdadera y falsa prophecía y Emblemas morales. Durante estos años puede también haber traficado en pieles en dicha ciudad.
En 1599, María Rodríguez de Rivalde, viuda de los impresores Juan Íñiguez de Lequerica y Pedro Madrigal, emplea a Juan de la Cuesta, asociándose en noviembre de ese año a la cofradía de los Impresores de Madrid. A principios de 1604 quedó a cargo de la imprenta de Madrigal, con cuya hija, María de Quiñones, se había casado. Uno de los sellos o escudos de Madrigal, que Cuesta seguirá utilizando en la portada de sus libros muestra un halcón de cetrería, un león dormido y una divisa que reza «Post tenebras spero lucem», es decir, Espero la luz luego de la oscuridad (Job, XVII 12).
Hacia finales de ese año, el comerciante de libros Francisco de Robles encargaría a La Cuesta la impresión de la edición príncipe de El ingenioso hidalgo don Quijote de la Mancha.

## Establecimiento en Madrid

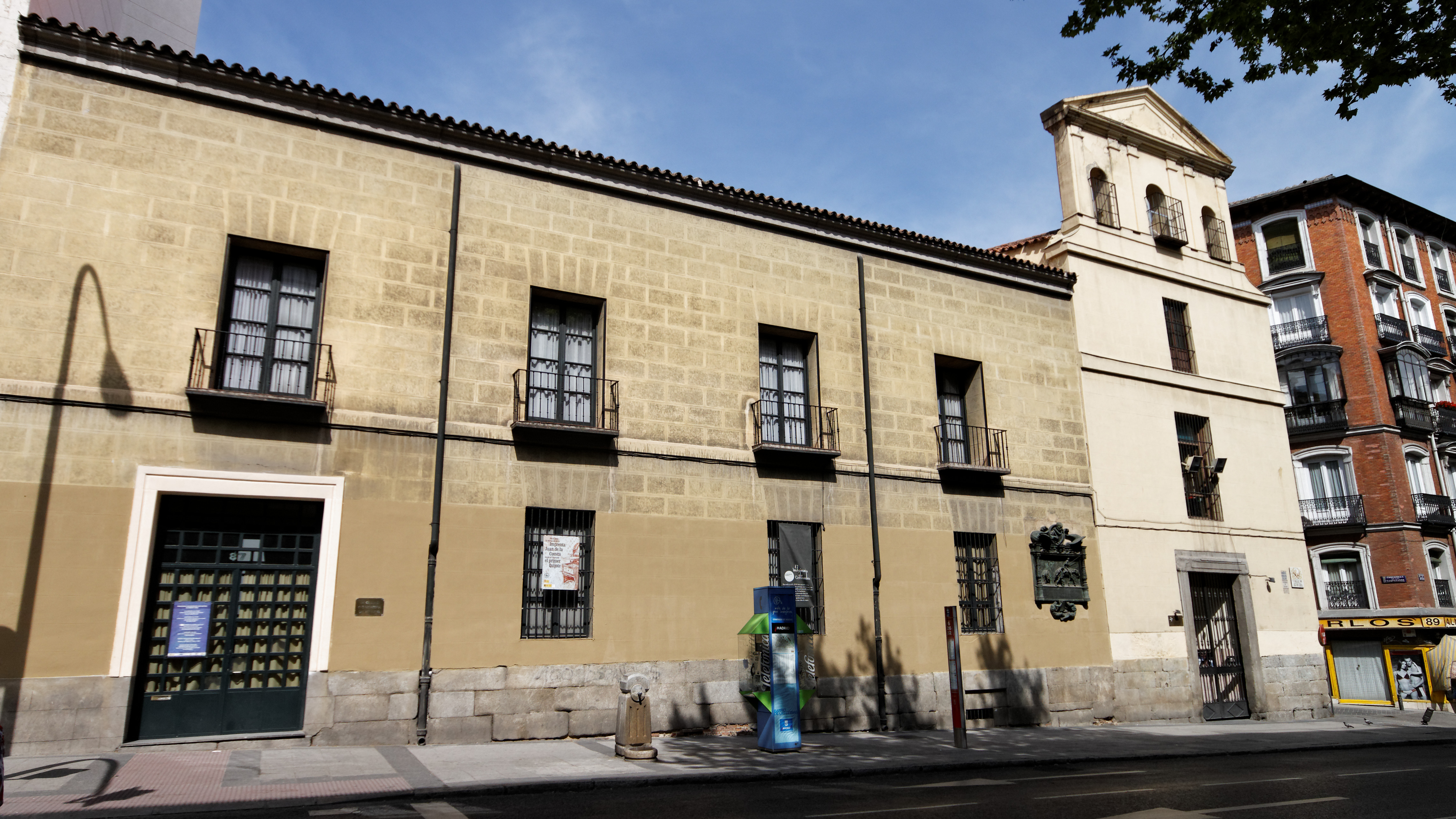
Antigua imprenta de Cuesta, Atocha 87, Madrid, ahora sede de la Sociedad Cervantina.

Su imprenta estaba en la calle de Atocha de Madrid. El edificio donde se encontraban los talleres donde se imprimió la edición príncipe del Quijote era conocido con anterioridad como antiguo Hospitalillo del Carmen; más tarde se le dio el nombre de Editora del Quijote o Imprenta del Quijote. La casa que se halla en el año 2004 en el solar donde estuvo aquella imprenta, en la calle de Atocha de Madrid n.º 87, es propiedad de la Sociedad Cervantina de Madrid. Esta sociedad tiene el proyecto de instalar allí un Museo Cervantino, exhibir una imprenta del siglo xvii más una biblioteca especializada en temas de la obra de Cervantes y un local para representaciones teatrales y conferencias. La actual casa es un antiguo edificio rehabilitado, declarado monumento nacional de carácter histórico-artístico. El impresor Juan de la Cuesta desarrolló allí su actividad hasta el año 1625.

## Juan de la Cuesta y Cervantes
El trabajo de edición y composición realizado en la imprenta de La Cuesta con las ediciones príncipe del Quijote ha sido a veces criticado por el elevado número de erratas y vacilaciones;¿Por quién? otros autores,¿quiénes? sin embargo, han señalado tanto la reputación de Cuesta entre sus contemporáneos y las normas menos exigentes de la época, así como las presiones de dinero y tiempos—el tiempo de la imprenta costaba mucho, había que acabar lo más rápidamente posible—que significó la publicación del Quijote, en especial la urgencia por evitar la piratería. Es de destacar que en esa época la fijación del texto definitivo en cuanto a ortografía, puntuación y uso de mayúsculas, que era el enviado a aprobación de la censura eclesiástica, era responsabilidad de la imprenta y no del autor.
Se ha sugerido también, pero sin mayor soporte documental, que la apretada situación económica de Cervantes causó ciertos conflictos de dinero entre el autor y el impresor, quien se habría «fugado» de Madrid durante más de ocho años, dejando a su mujer al frente del taller, lo que se contradice con el encargo de nuevas ediciones de las obras de Cervantes.
- Nouelas exemplares (1613)
  - La gitanilla
  - El amante liberal
  - Rinconete y Cortadillo
  - La española inglessa
  - El licenciado vidriera
  - La fuerça de la sangre
  - El zeloso estremeño
  - La ilustre fregona
  - Las dos donzellas
  - La señora Cornelia
  - El casamiento engañoso
  - La de los perros Cipion, y Bergança
- Los trabaios de Persiles y Sigismunda, historia setentrional (1617, póstuma).

## Otros libros

### De Lope de Vega
- Las almenas de Toro
- Los amantes sin amor
- El bobo del colegio
- El caballero de Illescas
- La corona merecida
- El cuerdo loco
- La ingratitud vengada
- La gallarda toledana
- Pedro Carbonero
- El verdadero amante
- La villana de Getafe
- La viuda valenciana
- La Jerusalén conquistada.

### De otros autores
- Romancero General, en que se contienen todos los Romances que andan impresos. Aora nuevamente añadido y enmendado, AA. VV. (1604)
- Arauco domado, de Pedro de Oña (1605)
- Libro de instrumentos nuevos de geometría, de Andrés García de Céspedes (1606)
- Regimiento de navegación, de Andrés García de Céspedes (1606)
- Restauración de España, de Cristóbal de Mesa (1607)
- Prado espiritual, de Juan Basilio Sanctoro (1607)
- Valle de lágrimas y diversas Rimas, de Cristóbal de Mesa (1607)
- Tragedias de amor, de gustoso y apacible entretenimiento de historias, fábulas, enredadas marañas, cantares, bailes, ingeniosas moralidades del enamorado Acrisio, y su zagala Lucidora, de Juan de Arce Solórzano (1607)
- Arte de Escrivir de Francisco Lucas, (1608). La edición coincide con la de la segunda parte de El Quijote. El libro está impreso en su mayor parte en cursiva y tiene numerosas planchas xilográficas de muestras de letra.
- Obras del insigne cavallero Don Diego de Mendoza recopiladas por Frei Juan Díaz Hidalgo (1610)
- La Araucana, de Alonso de Ercilla (1610)
- Obras, de Ludovico Blosio (1611)
- La Cruz, de Albanio Remírez de la Trapera (1612)
- Libro de San Ivan Climaco, Llamado la Escala Espiritval, En El qual se descriuen treynta Escalones por donde pueden subir los hombres a la cumbre de la perfección; traducción de Fray Luis de Granada (1612)
- Lugares comunes de conceptos dichos y sentencias en diversas materias, de Juan de Aranda (1613)
- La ciudad de Dios, de San Agustín; traducción de Antonio Rois y Rosas (1614)
- Dialogos de la naturaleza del hombre, de su principio, y su fin. En los quales se le da por admirable estillo el necessario, y verdadero conocimiento, assi de Iesu Christo nuestro Dios y Señor, como de si mismo, de Ramon Sabunde; traduzidos de lengua latina y anotados por el Padre Fray Antonio Ares (1614)
- Annales, de Cornelio Tácito, traducidos por Antonio de Herrera (1615)
- El cavallero puntual, de Alonso Jerónimo de Salas Barbadillo (1616)
- Minerva Sacra, de Miguel Toledano (1616)
- Relaciones de la vida del escudero Marcos de Obregón, de Vicente Espinel (1618)
- Las Eclogas, y Geórgicas de Virgilio, y Rimas, y el Pompeyo tragedia, de Cristóbal de Mesa (1618)
- La filosofía vulgar, de Juan de Mal Lara (1618)
- Refranes o proverbios en romance, de Hernán Núñez Pinciano (1619).